# Maria marea
Maria marea è un singolo dei Pooh uscito il 4 gennaio 1993, il secondo estratto dall'album Il cielo è blu sopra le nuvole.

## Il singolo
Scritto da Valerio Negrini e arrangiato da Red Canzian affronta il tema del suicidio di Maria, una donna che ha vissuto una vita di soprusi e sfruttamento e ha deciso di farla finita lasciandosi affogare dal mare.

## Video musicale
Il videoclip del brano è stato interamente girato sull'isola di Lipari ed è stato diretto da Ambrogio Lo Giudice.

## Formazione
- Roby Facchinetti - voce, pianoforte, tastiere
- Dodi Battaglia - voce, chitarra
- Stefano D'Orazio - voce, batteria, percussioni
- Red Canzian - voce, basso
- Fio Zanotti - fisarmonica